# Alan Heeger
Alan Jay Heeger (Sioux City, 1936. január 22. –) amerikai fizikus, kémikus, egyetemi oktató. 2000-ben kémiai Nobel-díjjal tüntették ki „a vezetőképes polimerek felfedezéséért és fejlesztéséért”, megosztva Alan MacDiarmiddal és Sirakava Hidekivel.

## Életrajz
1936. január 22-án született az Iowa állambeli Sioux Cityben. A Heeger család zsidó bevándorlóként érkezett 1904-ben Oroszországból, ekkor Alan édesapja 4 éves volt. Édesanyja a Nebraska állambeli Omahában született, zsidó bevándorlók első generációs gyermekként. Alan az Iowa állambeli Akronban nőtt fel, ahol apjának vegyesboltja volt. Általános iskolai tanulmányait Akronban kezdte. Kilencéves korában, apja halála után a család Sioux Citybe költözött.
1957-ben diplomázott a Nebraska–Lincoln Egyetemen fizikából és matematikából, majd 1961-ben a berkeley-i Kaliforniai Egyetemen PhD végzettséget szerzett.

## Fordítás
- Ez a szócikk részben vagy egészben  az   Alan J. Heeger című angol Wikipédia-szócikk ezen változatának fordításán alapul.  Az eredeti cikk szerkesztőit annak laptörténete sorolja fel. Ez a jelzés csupán a megfogalmazás eredetét és a szerzői jogokat jelzi, nem szolgál a cikkben szereplő információk forrásmegjelöléseként.